# Herminia flavicrinalis
Herminia flavicrinalis là một loài bướm đêm trong họ Noctuidae.